# Мадиевский, Самсон Абрамович
Самсо́н Абра́мович Мадие́вский (Samson Madievski; 1931, Ростов-на-Дону — 27 марта 2007, Ахен, Германия) — советский и молдавский учёный-историк, доктор исторических наук (1982).

## Биография
С 1946 года жил в городе Кишинёве. Окончил историческое отделение Кишинёвского государственного университета в 1953 году, преподавал историю в техникуме, затем работал в Президиуме Молдавского филиала Академии Наук СССР. С 1959 года — научный сотрудник Института истории АН Молдавской ССР (позднее — Институт истории АН Молдовы). Кандидатскую диссертацию по теме «Культурные и научные связи и сотрудничество Молдавской ССР с зарубежными социалистическими странами» защитил в 1969 году.
Автор работ по исторической социологии, истории научных и культурных связей Молдавии с зарубежными странами, по новой и новейшей истории Румынии, по проблемам историографии и методологии исторического познания. С конца 1980-х годов занимался историей и правовым положением евреев Бессарабии (cf. Правовое положение евреев Бессарабии к началу XX в. — В сборнике «Кишинёвский погром 1903 года», Кишинёв, 1993).
С 1996 года — в Ахене (Германия), опубликовал на русском, немецком, венгерском, французском, украинском и английском языках ряд трудов по истории нацистского режима 1930—1940-х годов и Холокоста, истории СССР и политологии. Монография «Другие немцы: Сопротивление спасателей в Третьем рейхе», вышедшая на русском языке в 2006 году, на немецком и английском языках в 2008 году, — первый социологический обзор германских граждан, занимавшихся спасением евреев в период нацистского режима в стране.

## Книги
- Листая летопись дружбы. Исторические связи народов Молдавии и Болгарии (с Я. М. Копанским, М. А. Мунтяном и К. А. Поглубко). Кишинёв: Картя молдовеняскэ, 1970.
- Методология и методика изучения социальных групп в исторической науке. Кишинёв: Штиинца, 1973 (второе издание — 1974).
- Социалистический интернационализм в действии: Из истории революционных связей и братского сотрудничества трудящихся советской Молдавии и Венгрии (совместно с И. И. Маринеску и М. А. Мунтяном). Кишинёв: Штиинца, 1975.
- Политическая система Румынии. Последняя треть XIX — начало XX в. (Монархия, парламент, правительство). Москва: Наука, 1980.
- Политическая система Румынии. Последняя треть XIX — начало XX в. (Состояние прав и свобод). Москва: Наука, 1984.
- Elita politică a României (1866—1918). Политическая элита Румынии (S. A. Madievschi, на румынском языке). Academie de Ştiinţei a Republicii Moldova, Institut de Istorie. Кишинёв: Editura Logos, 1993.
- Другие немцы: Сопротивление спасателей в Третьем рейхе. Москва: Дом еврейской книги, 2006.
- Die anderen Deutschen. Rettungswiderstand im Dritten Reich. Ахен: Verlag Shaker Media (здесь), 2008.
- The Other Germans: Rescuers' Resistance in the Third Reich (перевод — Christopher D. Morris). Аахен: Shaker Media, 2008.
- Публицистика (1998—2007). Кишинёв: Preprintiva SRL, 2009.